# Německý říjen
Německý říjen (německy: Deutscher Oktober) označuje plán Kominterny využít státní krize ve Výmarské republice na podzim 1923 a vyvolat v Německu levicové povstání, které by následně přerostlo v třídní revoluci v celé střední Evropě. Komunisté v Sasku a Durynsku vytvořili se sociálními demokraty vládní koalice, čím vytvořili pro povstání základnu. Revoluce plánována na říjen 1923 byla zrušena ještě před jejím vypuknutím, když armáda obsadila rebelující státy a prezident Ebert využil 48. článku ústavy a díky tzv. Reichsexekution nechal sesadit místní vlády.

## Předcházející události
Německo bylo v roce 1923 na pokraji zhroucení. Na začátku roku přestalo být schopné splácet válečné reparace, na což zareagovali Francouzi 11. ledna 1923 obsazením průmyslového Porúří. Tehdejší německá vláda kancléře Cuna odpověděla pasivním odporem. Veškerá činnost v dolech a továrnách se zastavila a obyvatelé okupovaných území nijak nedbali pokynů okupačních úřadů. Platba reparací byla zastavena. Na druhou stranu vláda musela platit své zaměstnance a kompenzace firmám, které přestaly vyrábět. Rozhodla se k neřízenému tištění peněz, které vyvolalo hyperinflaci a kolaps marky. Neúnosná hospodářská situace posílila extrémistické skupiny na obou spektrech politického spektra. Komunisté společně s odbory zorganizovali generální stávku, které se zúčastnilo na 3,5 miliónu lidí a která donutila kancléře Cuna 11. srpna 1923 rezignovat. 

## Příprava povstání
Rozhodnutí o vyvolání povstání padlo v sovětském Rusku, kde viděli ve velkých stávkách proti vládě předzvěst revoluce. Předseda Kominterny Grigorij Zinovjev dal 15. srpna 1923 příkaz k jeho přípravě. Na zasedání Politbyra Komunistické strany Ruska dal Lev Trockij k celé akci souhlas a kladně se vyjádřil i expert na události v Německu Karl Radek. Na druhou stranu Stalin se k plánu stavěl spíše skepticky a Lenin již byl natolik nemocen, že na události neměl žádný vliv. Bolševici počítali s tím, že průmyslové Německo v rukou komunistů začne výrazně materiálně podporovat převážně zemědělské Rusko. Na konci zasedání byl vytvořen výbor čtyř členů, kteří byli okamžitě ilegálně vysláni do Německa. Ve výboru byl Karl Radek, který měl zastávat v Komunistické straně Německa názory Moskvy, Vasilij Schmidt,  který měl tvořit revoluční buňky v německých odborech, Georgij Pjatakov, jež byl odpovědný za celkovou koordinaci a spojení s Moskvou, a Józef Unszlicht měl na starosti vojenské záležitosti a po revoluci měl vytvořit německou obdobu ruské Čeky. Sovětský velvyslanec v Berlíně Nikolaj Krestinskij se stal neoficiálně taktéž součástí příprav a měl na starost finance (400 tisíc dolarů). Bolševikům se zdála tehdejší situace v Německu velice podobná revoluční atmosféře v Rusku v létě 1917. Očekávalo se, že vypukne povstání a jen se čekalo, jestli se situace chopí komunisté nebo fašisté. Radek chtěl situaci co nejvíc uspíšit, ale svoji roli sehrály i vnitřně politické aspekty samotných bolševiků. Trockij chtěl celé akce využít ve svůj prospěch a posílit své pozice proti Stalinovi a Zinovjevovi.      
Němečtí komunisté v čele s Heinrichem Brandlerem byli k plánu spíše skeptičtí, ale nechali se ruskými bolševiky přesvědčit. Brandler, který ještě v srpnu varoval před ukvapenými kroky, začal líčit revoluci jako hotovou věc. Vlivní vůdci frakcí v KPD Ruth Fischerová a Ernst Thälmann se postavili za Brandlera, a tak jediný, který odmítl i přes sovětské vyhrůžky spolupracovat, byl Arkadi Maslow. Předpokladem úspěchu byl vstup komunistických zástupců do vládních koalic se sociálními demokraty v Sasku a Durynsku. Zemské vlády by pak začaly vyzbrojovat dělníky, kteří měli být oficiálně protiváhou ke krajně pravicovému režimu Gustava von Kahra v Bavorsku.

## Selhání povstání

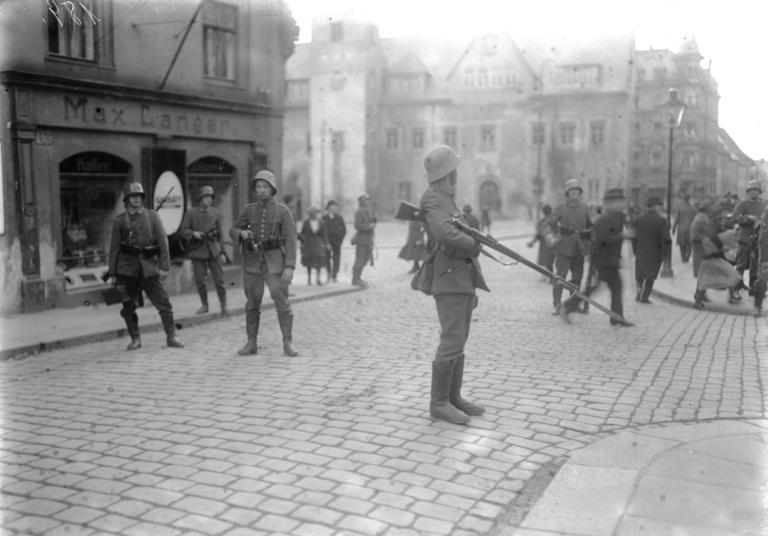
Vojáci v ulicích Freibergu

Hlavními oblastmi revoluce se stalo zmíněné Sasko, Durynsko a taktéž Hamburk. Komunisté se připojili 10. října 1923 k saské zemské vládě sociálního demokrata Ericha Zeignera, kde převzali ministerstvo financí a hospodářství. To stejné se opakovalo 16. října 1923 v Durynsku, kde se připojili k vládě sociálního demokrata Frölicha a zasedli na pozici ministra spravedlnosti a hospodářství. V obou zemích začaly vznikat levicové polovojenské jednotky, tzv. Proletářské setniny (německy: Proletarische Hundertschaften). Místní sociální demokraté uvěřili komunistům, že chtějí zamezit vlivu krajně pravicových skupin z Bavorska a slibovali si obnovení spolupráce, která byla po potlačení povstání spartakovců na bodě mrazu. Revolučních záměrů a vedení celé akce z Moskvy si nebyli vědomi. 
Vláda v Berlíně ale neměla pochyb o chystaném povstání a začala jednat. Generál Müller nechal 16. října 1923 v celém Sasku zakázat Proletářské setniny a o tři dny později převedl saskou policii přímo pod velení armády. Saská vláda ztratila většinu své výkonné moci. Možnost vyvolat povstání bylo reálné do 21. října 1923, kdy proběhla dělnická konference v Saské Kamenici. Na 450 zástupců komunistů, odborářů a krajně levicových sociálních demokratů ale souhlas nedalo, a to především vzhledem k eskalaci událostí v Sasku. Přípravy na povstání byly zastaveny. Povstání nakonec vypuklo pouze v Hamburku. Na 300 komunistů přepadlo 17 policejních stanic a několik vládních budov. Jedním z vůdců povstalců byl i Ernst Thälmann, pozdější vrcholný představitel KPD. Policii se podařilo povstání za tři dny potlačit za cenu životů 24 povstalců, 17 policistů a 61 civilistů. Stále se neví, jestli hamburští komunisté nebyli informováni svými delegáty z Kamenice o zrušení celé akce nebo místní buňka byla natolik akcechtivá, že povstání provedla vůli delegátů navzdory. 
Do Saska byla na příkaz prezidenta Eberta povolána armáda. Od 21 — 27. října 1923 svedlo vojsko v několika městech ozbrojené střety, které skončily několika mrtvými a zraněnými. Saský ministerský prezident Zeigner i přes přítomnost armády v ulicích odmítl sestavit vládu bez komunistů, a tak prezident využil 48. článku ústavy a 29. října 1923 nechal oficiálně sesadit saskou vládu. Vláda v Durynsku se tváří v tvář vývoji v sousední státě dobrovolně rozpustila.

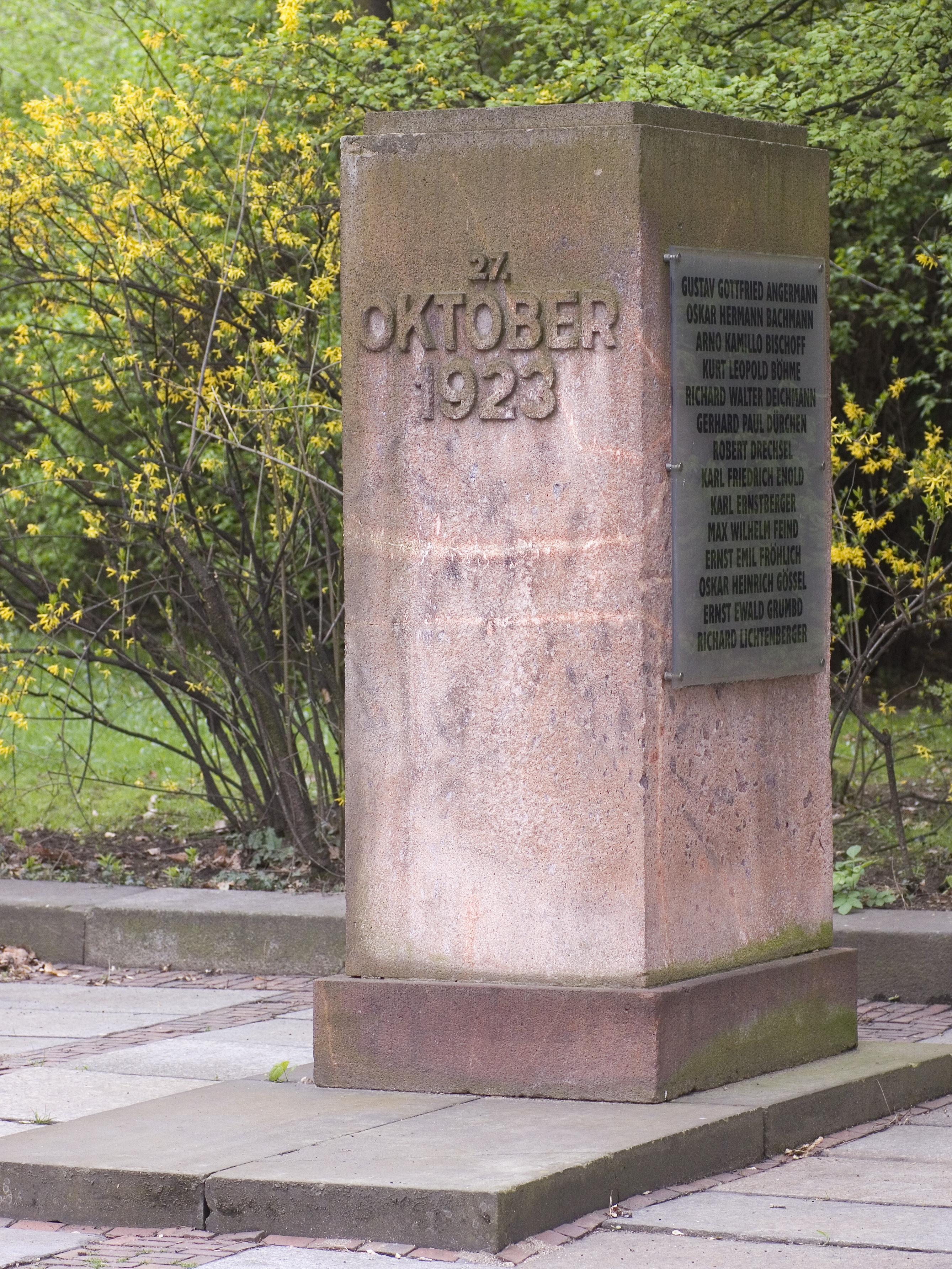
Pomník obětem střetů komunistů s armádou ve Freibergu

## Následné události
Bývalý lidovecký ministr spravedlnosti Rudolf Heinze byl jmenován říšským komisařem pro Sasko a s pomocí armády i prakticky Zeignerovu vládu ukončil. Novým ministerským prezidentem se následně stal Alfred Fellisch, který sestavil jednobarevnou vládu sociální demokracie. S násilnou akcí proti saským spolustraníkům nesouhlasili sociálnědemokratičtí členové vládního kabinetu a 3. listopadu 1923 vládu na protest opustili. Kabinet padl nedlouho poté, co mu nebyla vyslovena důvěra ve sněmu. Svržení levicových vlád v Sasku a Durynsku posílilo odhodlání pravicových extrémistů v Bavorsku a nacisté s Hitlerem v čele vyvolali v Mnichově neúspěšné povstání, které vstoupilo do historie jako Pivní puč.
V sovětském Rusku byli bolševici zcela zklamáni vývojem v Německu a okamžitě začali hledat viníka. Kominterna ho našla ve vedení KPD a především v osobě předsedy Brandlera. Němečtí komunisté byli obviněni ze záměrného zkreslování situace v Německu a neschopnosti celou akci zorganizovat. Stalin využil selhání povstání proti Trockému a jeho podporovatelům a vyšel z celé události jako pomyslný vítěz. Vyostřil se i boj uvnitř ruské komunistické strany mezi tzv. Trojkou (Stalin, Zinovjev, Kameněv) a Levou opozicí vedenou Trockým.